# Slowenen
Die Slowenen (im historischen Kontext auch Windische oder Alpenslawen) sind eine südslawische Ethnie. Sich selbst bezeichnen sie als Slovenci. Sie sprechen zumeist Slowenisch, das zu den südslawischen Sprachen gehört. Die Mehrzahl der Slowenen lebt in Slowenien, jedoch gab es bereits zur Zeit der Habsburgermonarchie aufgrund schwieriger wirtschaftlicher Bedingungen eine große Auswanderung, später auch aus politischen Gründen aus dem kommunistischen Jugoslawien. Autochthone Minderheiten von Slowenen leben auch in Österreich, Italien, Kroatien und Ungarn (zwischen Mur und Raab).

## Geschichte

### Frühgeschichte der Slowenen
Im 6. Jahrhundert siedelten slawische Stämme an der Adria und den Alpen. Sie kamen durch insgesamt zwei entscheidende Migrationswellen: Die erste fand im Jahr 550 statt, als zahlreiche Slawen die heutige Region Mähren verließen. Die zweite fand ein wenig später, im Jahr 568 statt, als sich die Langobarden nach Italien zurückzogen.
Von 623 bis 658 waren die Slowenen unter der Herrschaft von Samo (Kralj Samo), welcher die Einheit unter den slawischen Völkern förderte. Die Einheit zerbrach unmittelbar nach Samos Tod.

### Slowenen im Mittelalter und in der Frühen Neuzeit
Aus Furcht vor den awarischen Stämmen aus Zentralasien gingen die Slowenen (Alpenslawen, Karantanen) 745 ein Bündnis mit dem Stammesherzogtum Baiern ein. Sie akzeptierten fränkische Gesetze und nahmen das Christentum an.
Die Slowenen verloren ihre Unabhängigkeit, als sie nach dem Awarenfeldzug Karls des Großen (791 - 796) in das Reich eingegliedert wurden. Der letzte souveräne Herrscher war Prinz Kocelj. Jedoch blieb die explizite Krönung (und Anerkennung) des bairischen, dann österreichischen Herzogs mit dem Windischen Hut in der Krain noch jahrhundertelang Tradition (dieser zierte das Wappen der Windischen Mark bis 1918).
Das Verbreitungsgebiet der Slowenen schrumpfte in den folgenden Jahrhunderten. Hauptgrund dafür war die Ansiedlung bairischer Siedler im Westen (Landnahme im Gebiet des Ostarrichi im niederösterreichischen Mostviertel) und die Ankunft der Ungarn in der Pannonischen Tiefebene. Dadurch entstand auch die Trennung von den Westslawen an der Donau. Als durchaus gesichert kann aber gelten, dass die baiuwarische Landnahme weitestgehend friedlich verlief und die slawische Bevölkerung langsam assimiliert wurde (auch dies zeigt das nahe Zusammenliegen deutscher und slowenischer Ortsnamen im ganzen Ostalpenraum noch bis in hochmittelalterliche Siedlungsphasen).
Das slowenische Nationalgefühl entwickelte sich seit dem Windischen Bauernkrieg 1515, dem kroatisch-slowenischen Bauernaufstand 1573 und wurde gefördert durch den Buchdruck. Der Reformator Primus Truber/Primož Trubar verwendete erstmals den Begriff „Slowenen“ im Catechismus in der Windischen Sprach. Dieses 1550 von Ulrich Morhart in Bad Urach gedruckte Werk begründete die slowenische Schriftsprache. 1584 folgte die von Jurij Dalmatin im Kloster Bebenhausen übersetzte Lutherbibel.

### Slowenen zwischen dem 17. Jahrhundert und dem Zweiten Weltkrieg
Das Verbreitungsgebiet der Slowenen in den damaligen Herzogtümern Krain, Kärnten, Steiermark und in der Grafschaft Görz und Gradisca gehörte zu den Habsburgischen Erblanden und war ab 1804 Teil des Österreichischen Kaisertums.
Viele Slowenen wanderten zu Beginn des 20. Jahrhunderts in die USA aus. Die Gründe waren dafür meist wirtschaftlichen Charakters. Die meisten Slowenen ließen sich dort in Cleveland und im restlichen Ohio nieder.
Nach dem Ersten Weltkrieg wurde das slowenische Gebiet Bestandteil des Königreiches der Serben, Kroaten und Slowenen, ab 1929 Königreich Jugoslawien.
1920 stimmte die Mehrheit der Bevölkerung Südkärntens in einer Volksabstimmung für die Zugehörigkeit zu Österreich.

## Verteilung der Slowenen in verschiedenen Ländern

### Slowenen in den Staaten des ehemaligen Jugoslawiens
| Land                    | Anzahl der slowenischen Einwohner | Anteil an der Gesamtbevölkerung [%] |
| ----------------------- | --------------------------------- | ----------------------------------- |
| Bosnien und Herzegowina | 2.100                             | 0,05                                |
| Kroatien                | 13.173                            | 0,3                                 |
| Serbien                 | 5.104                             | 0,29                                |
| Slowenien               | 1.631.363                         | 83,1                                |
| Nordmazedonien          | 403                               | 0,02                                |
| Montenegro              | 415                               | 0,07                                |

### Slowenen in anderen Staaten der Welt
| Land               | Anzahl der slowenischen Einwohner | Bemerkung                                                                           |
| ------------------ | --------------------------------- | ----------------------------------------------------------------------------------- |
| Australien         | 16.085                            | Slowenen und Slowenischstämmige                                                     |
| Argentinien        | 30.000                            | Slowenen und Slowenischstämmige                                                     |
| Belgien            | 1.500                             |                                                                                     |
| Brasilien          | 1.500                             | Slowenen und Slowenischstämmige                                                     |
| Deutschland        | 21.759                            |                                                                                     |
| Frankreich         | 4.000                             |                                                                                     |
| Irland             | 135                               |                                                                                     |
| Italien            | 80.000                            | davon 61.000 autochthone Slowenen in Friaul-Julisch Venetien                        |
| Österreich         | 24.855                            | autochthone Kärntner Slowenen, Slowenen in der Steiermark; → Slowenen in Österreich |
| Schweden           | 4.000                             |                                                                                     |
| Schweiz            | 1.601                             |                                                                                     |
| Spanien            | 758                               | slowenische Staatsbürger                                                            |
| Ungarn             | 3.040                             | Ungarische Slowenen im Vendvidék um St. Gotthard                                    |
| Vereinigte Staaten | 176.691                           | Slowenen und Slowenischstämmige                                                     |

Es gibt einen prozentual hohen Anteil von Slowenen, die aus verschiedensten Gründen in anderen Teilen Europas und der Welt leben. Am Ende des 19. bzw. zu Beginn des 20. Jahrhunderts wanderten viele Slowenen aus armen (vor allem landwirtschaftlich geprägten) Gegenden aus. Ein beliebtes Ziel waren damals die Vereinigten Staaten, es gab aber auch Bergarbeiter, die ins Ruhrgebiet gingen. Einen interessanten Fall stellen junge Frauen dar, die vor allem nach dem Ersten Weltkrieg nach Alexandria in Ägypten als Kindermädchen und Hebammen gegangen sind. Sie wurden Aleksandrinke genannt. Nach dem Zweiten Weltkrieg suchten viele Arbeit in Westeuropa (vor allem in der Bundesrepublik Deutschland, aber auch Belgien und Frankreich). Es gab aber auch politische Emigration aus dem damals kommunistischen Jugoslawien. So flüchteten direkt nach dem Ende des Zweiten Weltkrieges Menschen, die aktiv auf Seiten Deutschlands gekämpft hatten (Domobranzen) bzw. deren Angehörige vor allem nach Argentinien. Seitdem die wirtschaftliche Lage nach der internationalen Bankenkrise im Jahre 2009 auch in Slowenien schwieriger geworden ist, suchen viele hochqualifizierte, junge Slowenen Arbeit im Ausland.
In Österreich, hauptsächlich in den Bundesländern Kärnten und Steiermark mit ihrer verschobenen Grenze zur alten Krain (Koroška, Štajerska), lebten 2001 laut Volkszählung 17.953 Österreicher und 6.902 Ausländer mit slowenischer oder „windischer“ Umgangssprache. Die Slowenen in Österreich sind eine anerkannte Sprachminderheit mit weitgehenden Rechten, die Umsetzungen waren aber bis in die 2000er schleppend (vergl. den Ortstafelstreit). Die slowenischen Flur- und Hofnamen in Kärnten wurden 2010 sogar zum UNESCO-Immateriellen Kulturerbe erklärt, was die Ausnahmestellung der slowenischen Minderheit in Österreich bestätigt.
Im Jahre 2004 lebten in Deutschland 21.034 slowenische Staatsangehörige, davon 7.633 in Baden-Württemberg; 80 % leben bereits länger als 20 Jahre in Deutschland, meist Gastarbeiterkinder 2. Generation.

## Ostslawischer Stamm der Slowenen
„Slowenen“ wurde auch der ostslawische Stamm genannt, der im frühen Mittelalter in Russland am Ilmensee und Ladogasee siedelte.
Siehe: Ilmenslawen

## Religion

### Katholische Kirche

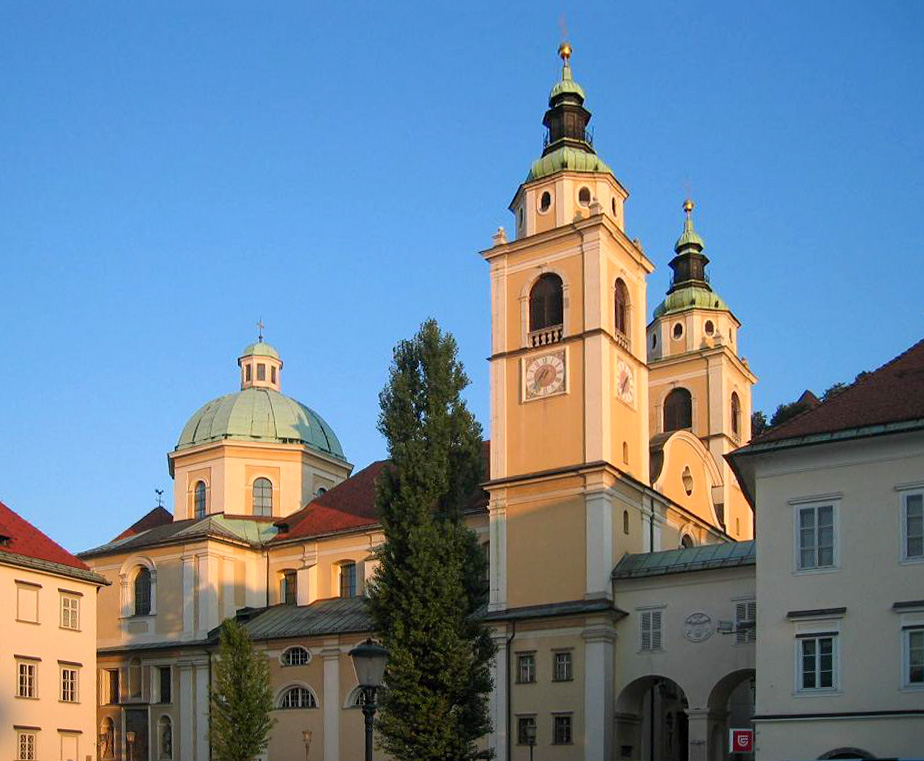
Der Dom von Ljubljana (katholisch)

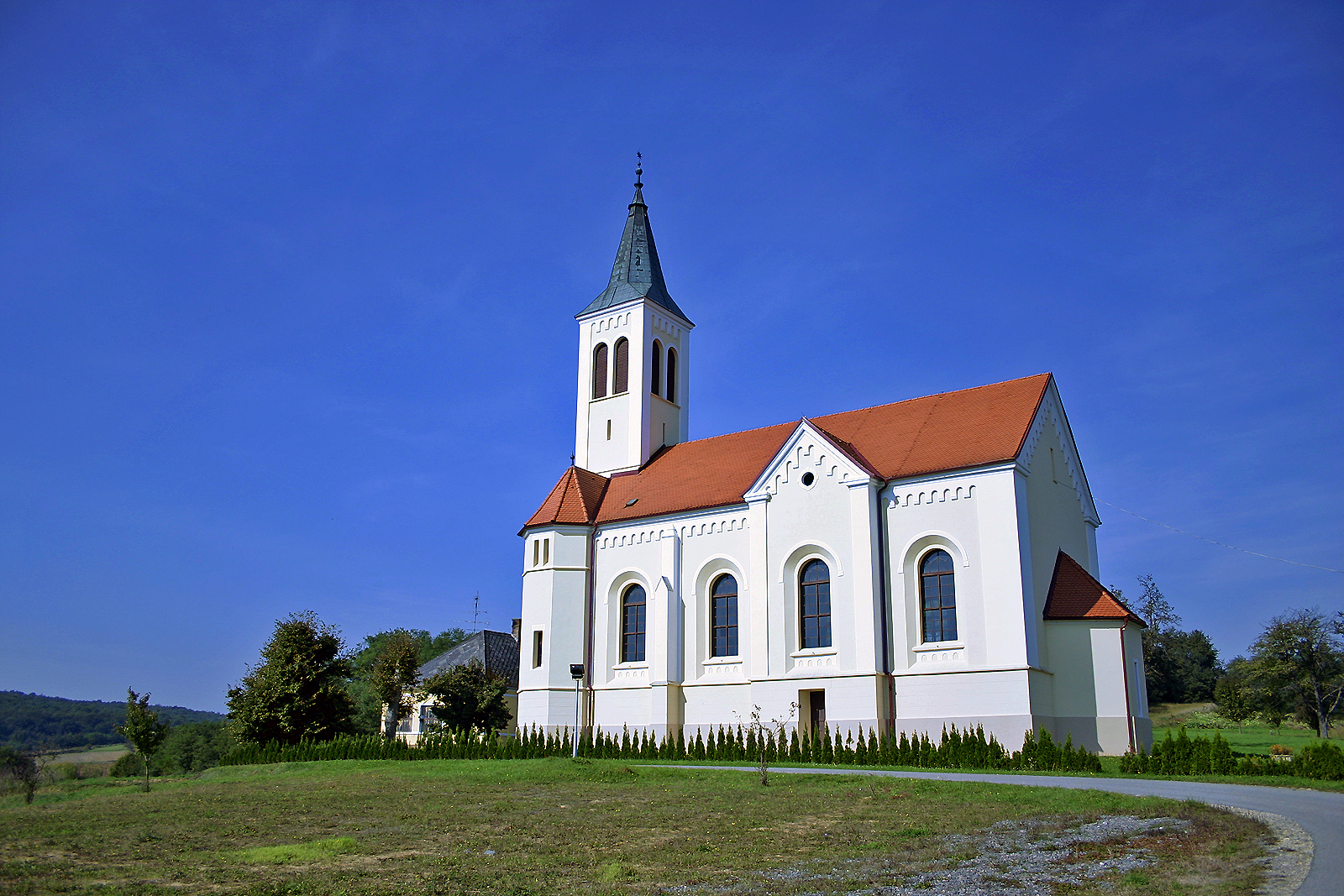
Evangelische Kirche in Domanjševci

Durch die Verbindung mit den Bayern haben die Slowenen im 8. Jahrhundert das Christentum angenommen. Die große Mehrheit der Slowenen ist römisch-katholischer Konfession.
Heute sind rund 57,8 % der Slowenen Mitglied der römisch-katholischen Kirche.
Der Dom zu Ljubljana stellt das „Zentrum“ des slowenischen Katholizismus dar.

### Evangelische Kirche
Im 16. Jahrhundert erreichte die Reformation auch Slowenien, wurde aber durch die Gegenreformation wieder unterdrückt, so dass sich der Katholizismus wieder durchsetzte. Dabei konnten nur wenige evangelische Gemeinden überleben. Viele protestantische Amtsträger flohen nach Deutschland.
Erst in den 1950er Jahren wurde das evangelische Gemeindeleben durch die jugoslawischen Behörden zugelassen. Dabei gründeten einige deutsche Missionare evangelische Gemeinden in Ljubljana, Celje und Maribor.
Die evangelische Kirche in Slowenien ist lutherisch ausgerichtet.
Die Anzahl der slowenischen Protestanten ist jedoch marginal und beträgt nicht mehr als 1 % der Bevölkerung.